# Mesembrius
Mesembrius là một chi ruồi trong họ Syrphidae.

## Hình ảnh

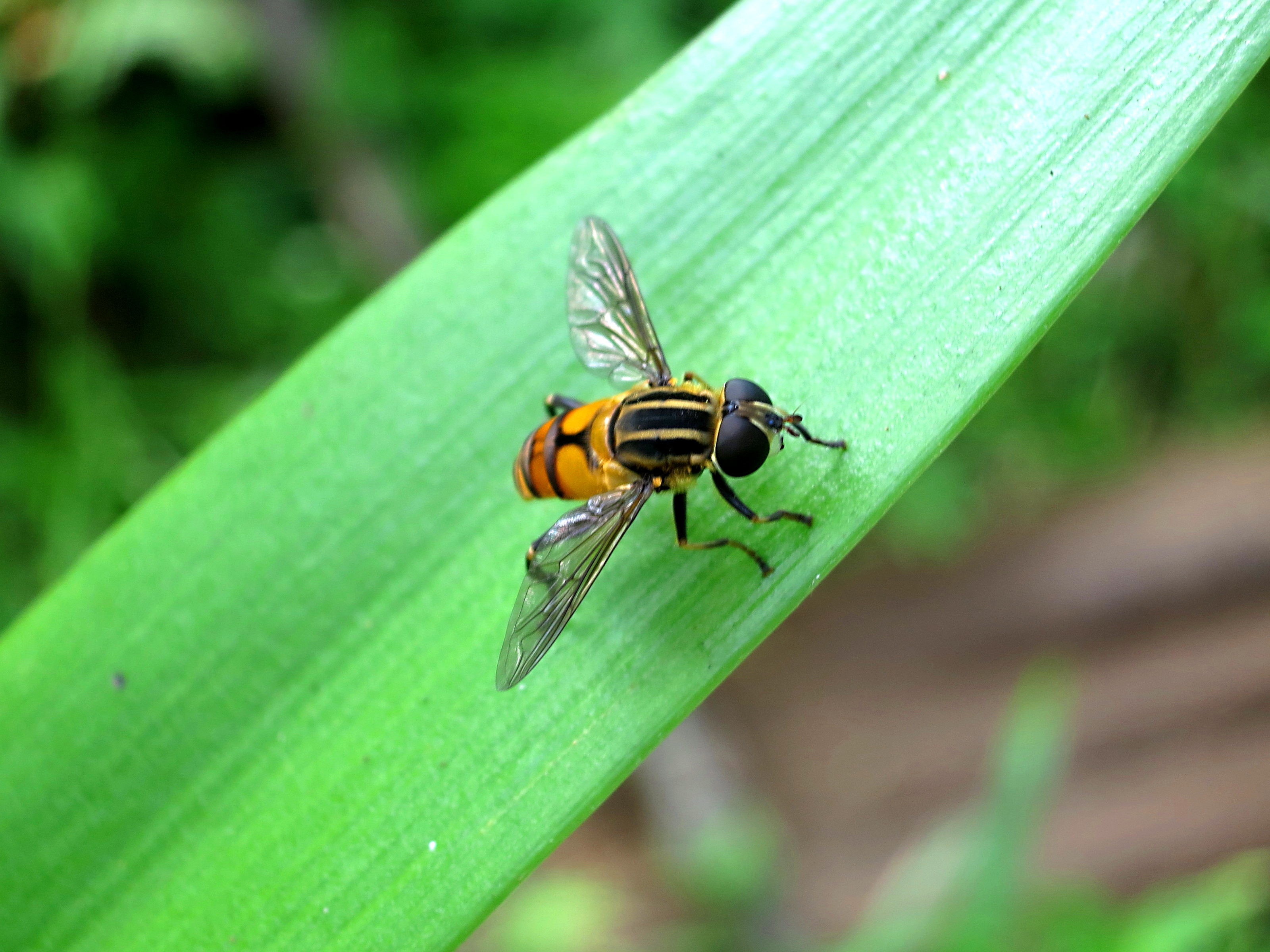